# عدنان كونكور
عدنان كونكور (بالتركية: Adnan Güngör)‏ هو لاعب كرة قدم تركي في مركز الوسط، ولد في 20 سبتمبر 1980 في سامسون في تركيا. شارك مع منتخب تركيا تحت 21 سنة لكرة القدم. أما مع النوادي، فقد لعب مع أضنة سبور وأوفتاس سبور وسامسون سبور وطرابزون سبور وقونيا سبور وكارسياكا.

## وصلات خارجية
- عدنان كونكور على موقع اتحاد تركيا (لاعب) (الإنجليزية)
- عدنان كونكور على موقع قاعدة بيانات كرة القدم.إي يو (الإنجليزية)
- عدنان كونكور على موقع عالم كرة القدم.نت (الإنجليزية)
- عدنان كونكور على موقع AS.com (الإسبانية)